# (8276) Shigei
(8276) Shigei es un asteroide perteneciente al cinturón de asteroides, región del sistema solar que se encuentra entre las órbitas de Marte y Júpiter.
Fue descubierto el 17 de marzo de 1991 por Satoru Otomo y el también astrónomo Osamu Muramatsu desde Kiyosato, Japón.

## Designación y nombre
Designado provisionalmente como 1991 FL, fue nombrado en honor a Mika Shigei (n. 1968), quien es profesora y curadora del Planetario y Museo Astronómico Gotoh de Tokio, donde estuvo a cargo de una exposición sobre meteoritos.

## Características orbitales
Shigei está situado a una distancia media del Sol de 2,390 ua, pudiendo alejarse hasta 2,726 ua y acercarse hasta 2,053 ua. Su excentricidad es 0,141 y la inclinación orbital 1,359 grados. Emplea 1349,33 días en completar una órbita alrededor del Sol.
Pertenece a la familia de asteroides de (135) Hertha.

## Características físicas
La magnitud absoluta de Shigei es 13,77. Tiene 4,552 km de diámetro y su albedo se estima en 0,339.